# 安·林德
安·克里斯汀·林德（瑞典語：Ann Christin Linde，1961年12月4日—）是一位瑞典政治人物，瑞典社会民主工人党成员。自2019年至2022年担任外交大臣。
林德此前曾担任对外贸易大臣和北欧合作大臣。在此之前，她自2016年5月25日起担任勒文内阁的欧盟事务和贸易大臣。

## 政治生涯
1990年代，林德一直在政府部门工作。
林德曾担任内政部国务秘书。林德在2013年至2014年间在布鲁塞尔担任欧洲社会党国际部负责人，该组织是欧盟所有社会民主党的总括组织。她曾在2000年至2013年担任瑞典社会民主工人党的国际秘书。
在林德的领导下，瑞典政府于2020年3月决定向马里派遣一支由150人和直升机组成的快速反应部队，加入法国领导的巴爾赫內行動，在北非萨赫勒地区打击与组织和伊斯兰国有联系的激进分子。

## 争议
2017年，瑞典政府代表团访问德黑兰，林德因在会见总统哈桑·鲁哈尼时戴着伊斯兰头巾而招致批评。
林德在擔任司法部的国务秘书時，是政府机关中第一批从美國國土安全部得知IBM醜聞的人員。由于採購失誤，运输署为未经安全检查的外国協力廠商提供了机密信息。2017年夏天，这件事被媒体曝光，保守党反对派和瑞典民主黨严厉批评此事。其後，隨着新的調查和發現曝光，最终导致政府重组。

## 个人生活
1989年，林德与Mats Eriksson结婚。他们有两个孩子。